# آدم ریس
آدام گای ریس(به انگلیسی: Adam Guy Riess) (متولد دسامبر ۱۹۶۹، واشنگتن دی.سی.) اخترفیزیک‌دان آمریکایی است که در دانشگاه جان هاپکینز کار می‌کند و عمده شهرت وی به خاطر استفاده از ابرنواخترها به عنوان شمع‌های استاندارد برای تعیین میزان فاصله بود که به این منجر شد نشان دهد بزرگ شدن جهان شتاب‌دار است و به این خاطر همراه سال پرلموتر و برایان اشمیت برنده جایزه شاو در سال ۲۰۰۶ و جایزه نوبل فیزیک در سال ۲۰۱۱ شد.